# Bundesgericht (Deutschland)
Bundesgerichte sind gemäß Art. 92 Grundgesetz (GG) Gerichte in Trägerschaft des Bundes, durch die er Teile der judikativen Staatsgewalt wahrnimmt, die aufgrund der grundsätzlichen Kompetenzzuweisung an die Länder sonst nur von diesen (durch Landesgerichte) ausgeübt wird. Daher darf der Bund nur solche Gerichte errichten, die im Grundgesetz ausdrücklich vorgesehen sind.
Als Bundesgerichte bestehen:
| Gerichtsbarkeit                                 | Verfassungsorgan                                                        | Richter- stellen |
| ----------------------------------------------- | ----------------------------------------------------------------------- | ---------------- |
| Verfassungsgerichtsbarkeit                      | Bundesverfassungsgericht (BVerfG) in Karlsruhe (Art. 93 und Art. 94 GG) | 16               |
|                                                 | Oberste Gerichtshöfe des Bundes (Art. 95 GG)                            |                  |
| Ordentliche Gerichtsbarkeit                     | Bundesgerichtshof (BGH) in Karlsruhe (5. und 6. Strafsenat in Leipzig)  | 135              |
| Arbeitsgerichtsbarkeit                          | Bundesarbeitsgericht (BAG) in Erfurt                                    | 40               |
| Finanzgerichtsbarkeit                           | Bundesfinanzhof (BFH) in München                                        | 59               |
| Sozialgerichtsbarkeit                           | Bundessozialgericht (BSG) in Kassel                                     | 43               |
| Verwaltungsgerichtsbarkeit                      | Bundesverwaltungsgericht (BVerwG) in Leipzig                            | 55               |
|                                                 | Weitere Bundesgerichte                                                  |                  |
| Ordentliche Gerichtsbarkeit                     | Bundespatentgericht (BPatG) in München (Art. 96 Abs. 1 GG)              | 108              |
| Wehrdienstgerichte (Verwaltungsgerichtsbarkeit) | Truppendienstgericht Nord (TDG Nord) in Münster (Art. 96 Abs. 4 GG)     | 10               |
| Wehrdienstgerichte (Verwaltungsgerichtsbarkeit) | Truppendienstgericht Süd (TDG Süd) in München (Art. 96 Abs. 4 GG)       | 10               |

Das Bundespatentgericht gehört formell als einziges bundesrechtlich bestimmtes besonderes Gericht zur ordentlichen Gerichtsbarkeit, weil es gem. Art. 96 Abs. 3 GG im Rechtszug unter dem Bundesgerichtshof eingeordnet ist.
Von der in Art. 96 Abs. 2 GG normierten Befugnis zur Errichtung von Wehrstrafgerichten für den Verteidigungsfall sowie für ins Ausland entsandte oder auf Kriegsschiffen befindliche Soldaten hat der Bundesgesetzgeber bislang keinen Gebrauch gemacht; entsprechende Verfahren sind den Strafgerichten zugewiesen.
Aufgrund der Ermächtigung des Art. 96 Abs. 4 GG zur Errichtung einer Disziplinargerichtsbarkeit gegen Personen, die zum Bund in einem öffentlich-rechtlichen Dienstverhältnis stehen, bestand bis zum 31. Dezember 2003 ein Bundesdisziplinargericht für Disziplinarverfahren gegen Bundesbeamte; diese Verfahren gehören heute zur Zuständigkeit der Verwaltungsgerichte. Disziplinarverfahren gegen Soldaten werden vor den Truppendienstgerichten Nord und Süd verhandelt; ein weiteres Truppendienstgericht Mitte wurde 1992 aufgelöst. Zudem besteht für Disziplinarverfahren gegen Richter im Bundesdienst mit Ausnahme der Richter des Bundesverfassungsgerichts das Dienstgericht des Bundes (§ 61 Abs. 1 Deutsches Richtergesetz); hierbei handelt es sich nicht um ein eigenständiges Bundesgericht, sondern um einen besonderen Senat des Bundesgerichtshofs.
Die Richter der obersten Gerichtshöfe des Bundes werden nach dem Richterwahlgesetz vom Richterwahlausschuss gewählt, dem die Justizminister der Länder und 16 vom Bundestag gewählte Mitglieder angehören. Kandidaten können vom Bundesjustizminister und von den Mitgliedern des Richterwahlausschusses vorgeschlagen werden, Kandidaten müssen die deutsche Staatsangehörigkeit besitzen und das 35. Lebensjahr vollendet haben. Nach einer nicht bindenden Stellungnahme des Präsidialrats des jeweiligen Gerichts zur persönlichen und fachlichen Eignung der Vorgeschlagenen entscheidet der Richterwahlausschuss in geheimer Abstimmung mit der Mehrheit der abgegebenen Stimmen. Die Gewählten werden vom Bundespräsidenten ernannt.
Zur Wahrung der Einheitlichkeit der Rechtsprechung war in der ursprünglichen Fassung des Art. 95 Abs. 1 GG ein Oberstes Bundesgericht vorgesehen, das den im damaligen Art. 96 Abs. 1 GG (der inhaltlich dem heutigen Art. 95 Abs. 1 GG korrespondiert) vorgesehenen „oberen Bundesgerichten“ der fünf Gerichtsbarkeiten vorgeordnet sein sollte, jedoch nie errichtet wurde. Mit Wirkung vom 23. Juni 1968 wurde hierauf mit einer Verfassungsänderung reagiert, die auf das Oberste Bundesgericht verzichtete und zur Wahrung der Einheitlichkeit der Rechtsprechung in Art. 95 Abs. 3 GG nunmehr einen Gemeinsamen Senat der obersten Gerichtshöfe des Bundes (GmS-OGB) in Karlsruhe vorsieht.
Darüber hinaus üben, obwohl es sich um Gerichte der Länder handelt, die Oberlandesgerichte, in deren Bezirk die Landesregierungen ihren Sitz haben, ordentliche Gerichtsbarkeit des Bundes im Wege der Organleihe aus, wenn sie in Verfolgung schwerer politischer und völkerrechtlicher (genauer: der in § 120 Abs. 6, § 142a Gerichtsverfassungsgesetz katalogartig aufgelisteten) Straftaten tätig werden (Art. 96 Abs. 5 GG). Das hat insbesondere zur Folge, dass für Verurteilungen durch ein Oberlandesgericht das Begnadigungsrecht nach Art. 60 Abs. 2 GG beim Bundespräsidenten und nicht, wie sonst, bei der zuständigen Stelle des Landes liegt.